# Cheongdo-myeon
Cheongdo-myeon (koreanska: 청도면) är en socken i kommunen Miryang i provinsen Södra Gyeongsang i den sydöstra delen av Sydkorea, 270 km sydost om huvudstaden Seoul.